# Yushi Mizobuchi
Yushi Mizobuchi (født 20. juli 1994) er en japansk fodboldspiller, som spiller for den japanske fodboldklub Matsumoto Yamaga FC.